# Уральское городское поселение
Уральское городско́е поселе́ние — упразднённое муниципальное образование в Нытвенском районе Пермского края Российской Федерации.
Административный центр — рабочий посёлок Уральский.

## История
Статус и границы городского поселения установлены Законом Пермской области от 10 ноября 2004 года № 1738-356 «Об утверждении границ и о наделении статусом муниципальных образований Нытвенского района Пермской области». Упразднено Законом Пермского края от 25 апреля 2019 года № 386-ПК «Об образовании нового муниципального образования Нытвенский городской округ Пермского края» при образовании Нытвенского городского округа.

## Население
| 2006  | 2007  | 2008  | 2009  | 2010  | 2012  | 2013  |
| ----- | ----- | ----- | ----- | ----- | ----- | ----- |
| 8768  | ↘8703 | ↘8554 | ↘8448 | ↘8089 | ↘8068 | ↗8073 |
| 2014  | 2015  | 2016  | 2017  | 2018  | 2019  |       |
| ↘8014 | ↘7948 | ↘7867 | ↘7759 | ↘7687 | ↘7642 |       |

## Состав городского поселения
| № | Населённый пункт | Тип населённого пункта                  | Население |
| - | ---------------- | --------------------------------------- | --------- |
| 1 | Казарма 27 км    | населённый пункт                        | 13        |
| 2 | Притыка          | деревня                                 | 3         |
| 3 | Сукманы          | деревня                                 | 36        |
| 4 | Сукманы          | посёлок железнодорожной станции         | 1         |
| 5 | Тюлени           | деревня                                 | 22        |
| 6 | Уральский        | рабочий посёлок, административный центр | ↘6626     |